# Linda Lovelace
Linda Susan Boreman, bedre kendt under sit kunstnernavn Linda Lovelace, (10. januar 1949 i Bronx, New York City – 22. april 2002 i Denver, Colorado) var en amerikansk pornoskuespillerinde og senere radikal feminist, der bekæmpede pornografi. Lovelace blev mest kendt for sit deep throat-fellatio i filmen Langt ned i halsen fra 1972. 
I de tidlige 1970'ere blev hun en af verdens mest kendte pornoskuespillerinder. I 1980 gjorde hun i sin selvbiografi op med sin selvdestruktive karriere og stod frem som radikal feminist. I bogen fortæller hun om sit liv og hvordan hun flere gange blev mishandlet, voldtaget, tortureret og tvunget til prostitution og til at medvirke i porno – angiveligt af hendes første mand, der var sadist. I sine sidste år var hun talsmand for anti-pornografi-bevægelsen i USA. Hun omkom i 2002 som følge af de kvæstelser, hun pådrog sig i en bilulykke.
En biografisk film med Courtney Love i hovedrollen blev påbegyndt i 2005-2006, men filmen er endnu ikke færdiggjort. Dokumentaren Inside Deep Throat handler om filmens betydning for USA.
I 2013 havde filmen Lovelace, der med Amanda Seyfried og Peter Sarsgaard i rollerne som parret Linda Boreman og Chuck Traynor, premiere og fortalte historien om Lindas korte karriere i pornoindustrien.